# Chiesa di San Filippo (Sydney)
La chiesa di San Filippo è una chiesa parrocchiale anglicana di Sydney in Australia.

## Storia
La chiesa venne originariamente eretta utilizzando la manodopera dei detenuti su ordine del primo cappellano della colonia, il reverendo Richard Johnson, nel giugno 1793. L'edificio venne quindi ricostruito nel 1810 e nel 1856.

## Descrizione
L'edificio presenta uno stile neogotico.